# Mercury-Jupiter
Mercury-Jupiter měl být první testovací let programu Mercury. Start by plánován na říjen 1958, ale kvůli rozpočtovým omezením byl v červenci 1958 zrušen. Raketa Jupiter měla být schopna dopravit kapsli Mercury do výšky až 500 km a dosáhnout při tom rychlosti až 14 000 km/h. Dřívější biologické lety rakety Jupiter prokázaly, že při těchto podmínkách byla testovaná zvířata vystavena přetížení až 40 g. Tato extrémní hodnota znamenala, že by raketa nemohla být pro lety s lidskou posádkou využita na maximum svých možností.